# Milionia lepida
Milionia lepida là một loài bướm đêm trong họ Geometridae.